# قله کنکورد
کنکورد پیک کوهی است که در مرز تاجیکستان و افغانستان (در موقعیت شمال‌شرق افغانستان و جنوب تاجیکستان) واقع شده‌است. این قله ۵٬۴۶۹ متر بلندا دارد.